# Alenia Aermacchi
Alenia Aermacchi — итальянская аэрокосмическая компания. Являлась подразделением Leonardo-Finmeccanica, также работающей в аэрокосмической отрасли. Заводы компании находятся во многих городах Италии. 31 декабря 2015 года слилась с Leonardo-Finmeccanica.

## История
Компания была создана 1 января 2012 года в результате слияния Alenia Aeronautica и её дочерних компаний Aermacchi и Alenia SIA. Сама Alenia Aeronautica была создана в 1990 году путем слияния компаний аэрокосмической и оборонной отраслей Aeritalia и Selenia.

## Продукция
Самолёты:
- Alenia C-27J Spartan
- Alenia Aermacchi M-311
- Alenia Aermacchi M-346 Master
- Aermacchi AM.3

Беспилотники:
- Alenia Aeronautica Sky-X
- Alenia Aeronautica Sky-Y

Летательные аппараты совместного производства:
- AMX International AMX (с Embraer)
- ATR 42 (с Airbus Group)
- ATR 72 (с Airbus Group)
- Eurofighter (с Airbus Defence and Space и BAE Systems)
- Panavia Tornado (с EADS и BAE Systems)
- F-35 Lightning II (с Lockheed Martin Aeronautics)
- Sukhoi Superjet 100 (с Сухой)